# Representación en cuadrícula
La representación en cuadrícula, también llamada de tablero de ajedrez o de tablero de damas (Checkerboard rendering en inglés), es una técnica de renderizado 3D de gráficos por ordenador, destinado principalmente a ayudar a las unidades de procesamiento de gráficos a renderizar imágenes a altas resoluciones. No se debe confundir con el procesamiento de mosaicos, otro método de subdivisión de imágenes para renderizarlas de manera más eficiente, o el método de «checkerboard» para renderizar cuadros alternos.

## Descripción
Si bien las implementaciones exactas tienden a variar entre los desarrolladores, la técnica generalmente implica renderizar solo el 50% de cualquier escena dada, a menudo renderizándola en una cuadrícula de 2×2 píxeles. Luego se emplea un filtro de reconstrucción para extrapolar la apariencia de las partes no procesadas de la escena y la imagen final se presenta al espectador como (teóricamente) igual que si se hubiera representado de forma nativa en la resolución objetivo. En algunas implementaciones, la cuadrícula del tablero de ajedrez se alternará entre cuadros, con los datos de la imagen del cuadro anterior retenidos en la memoria, y luego se utilizarán para ayudar a reconstruir la escena.
Aunque la técnica generalmente se emplea con el objetivo de reducir los recursos computacionales necesarios para representar una escena con resoluciones más altas, también se puede utilizar como una forma de suavizado, con Tom Clancy's Rainbow Six: Siege como uno de los juegos para usarlo en de esta manera.

## Implementación
Los juegos comenzaron a hacer uso de la técnica a mediados de la década de 2010, con el objetivo de facilitar que los juegos logren una resolución de 4K con tasas de fotogramas aceptables. El primer juego para usar la representación de tablero de ajedrez fue Killzone: Shadow Fall en modo multijugador. Aunque la técnica no requiere ningún soporte de hardware específico fuera de lo normal para los juegos producidos en esta era, PlayStation 4 Pro y Xbox One X incluían hardware especializado para permitir que la representación del tablero se llevara a cabo con una pérdida de rendimiento mucho menor que la que podría producirse de otra forma.